# دان هينك
دان هينك (بالإنجليزية: Dan Henk)‏ هو فنان وشموم ‏ أمريكي، ولد في 11 ديسمبر 1972.

## وصلات خارجية
- دان هينك على موقع ميوزك برينز (الإنجليزية)
- دان هينك على موقع ديسكوغز (الإنجليزية)